# Мойо-делла-Чивителла
Мойо-делла-Чивителла (итал. Moio della Civitella) — коммуна в Италии, располагается в регионе Кампания, в провинции Салерно.
Население составляет 1823 человека, плотность населения составляет 114 чел./км². Занимает площадь 16 км². Почтовый индекс — 84060. Телефонный код — 0974.
Покровительницей коммуны почитается святая Венеранда. Праздник ежегодно празднуется 26 июля.